# کیتلین اشلی
کیتلین اشلی (انگلیسی: Kaitlyn Ashley؛ زاده ۲۹ ژوئن ۱۹۷۱) بازیگر پورنوگرافی اهل ایالات متحده آمریکا است. وی در بین سال‌های ۱۹۹۳ تا ۱۹۹۷ به بازیگری مشغول بود.